# Robert Percy Smith
Robert Percy Smith, connu sous le nom de "Bobus" Smith (7 mai 1770 - 10 mars 1845), est un avocat britannique, membre du Parlement et juge-avocat général du Bengale, en Inde.

## Biographie

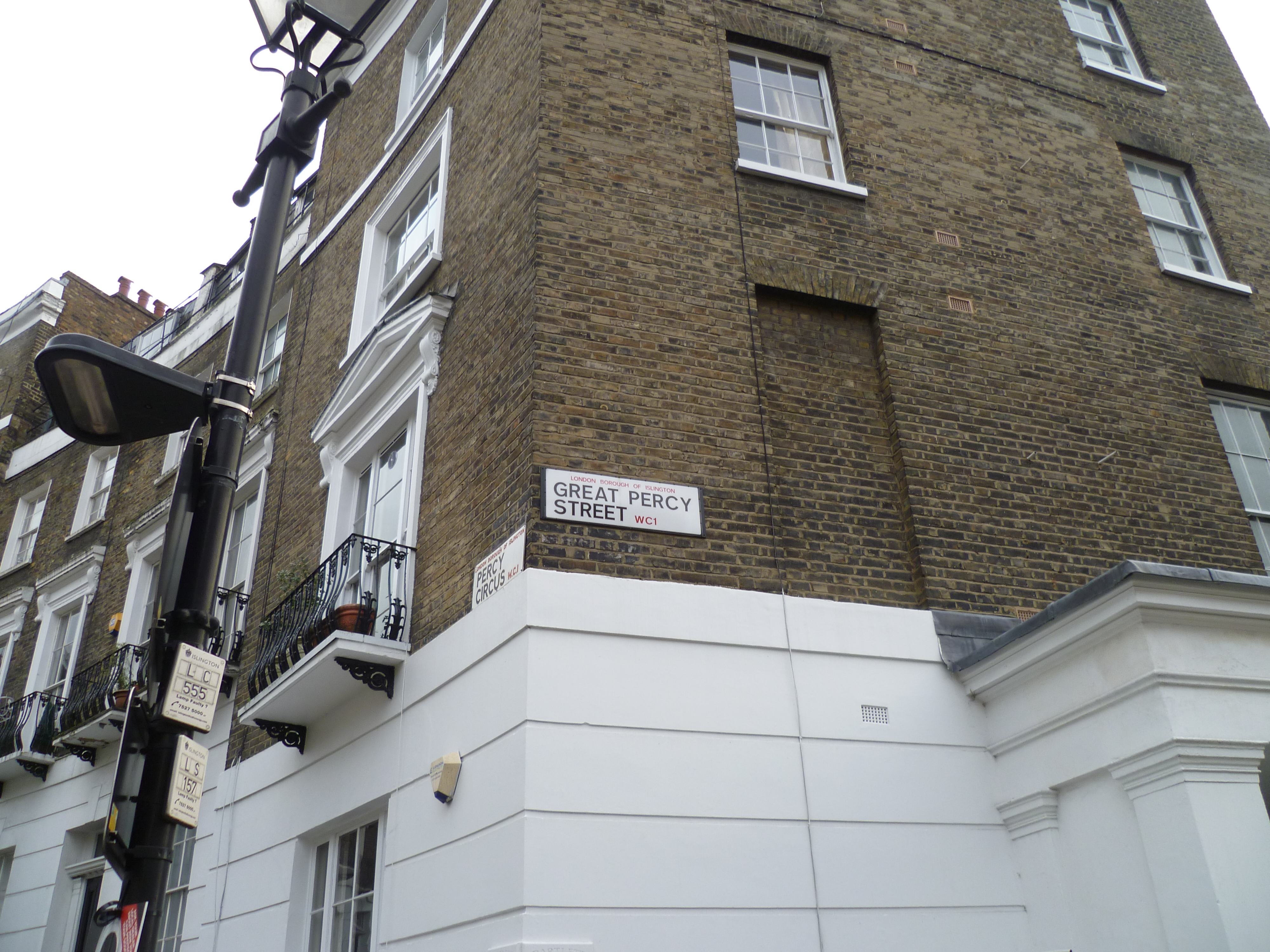
Great Percy Street et Percy Circus à Londres, du nom de Robert Percy Smith

Il est le fils aîné de Robert Smith et le frère de l'écrivain et pasteur Sydney Smith (écrivain). Il entre au Collège d'Eton en 1782 et devient très intime avec John Hookham Frere, George Canning et Henry Vassall-Fox (3e baron Holland). Avec eux en 1786, il commence le magazine scolaire intitulé "Le microcosme", qui comprend quarante volumes, et a procuré à Smith une introduction à la Reine Charlotte. En 1788, il devient un fellow de la fondation du Dr Battie et obtient en 1791 la médaille de Sir William Browne pour la meilleure ode latine. La même année, il entre au King's College de Cambridge et obtient un BA en 1794 et une MA en 1797. Le 4 juillet de la même année, il est admis au barreau de Lincoln's Inn.
En 1803, grâce à l'influence de William Petty, premier marquis de Lansdowne, et de Sir Francis Baring, il obtient sa nomination de juge-avocat général du Bengale. Après sept ans, il revient en Angleterre avec une fortune et s'installe à Londres. Pendant son séjour en Inde, il accorde à son frère Sydney 100 £ par an, et à son retour lui prête 500 £ pour les frais de son déménagement dans le pays, et donne 100 £ par an pour soutenir le fils aîné de Sydney à Westminster.
En 1812, il entre à la Chambre des communes en tant que député de Grantham, s'exprime peu. Aux élections générales de 1818, il se présente à Lincoln sans succès, mais deux ans plus tard, il remporte le siège et l'occupe jusqu'à sa retraite après la dissolution de 1826.
Bien que Robert Percy n'ait jamais atteint la renommée de son frère Sydney, avec qui il a toujours entretenu des relations très affectueuses, ceux qui étaient intimes avec eux estimaient que "Bobus" égalait, s'il ne le dépassait pas, lui dans les qualités mêmes pour lesquelles le plus jeune était renommé. Un certain nombre de vers latins de Smith ont été publiés par son fils sous le titre de "Early Writings of Robert Percy Smith", Chiswick, 1850, quarto.

## Vie privée
Sa résidence de campagne est à Cheam, Surrey. En 1797, il épouse Caroline, fille de Richard Vernon, député de Tavistock. Elle est la demi-sœur des mères du troisième Lord Holland et du troisième Lord Lansdowne. Ils ont Robert Vernon, qui est devenu un éminent politicien libéral et est créé baron Lyveden en 1859.
Il est décédé le 10 mars 1845 dans sa maison de Savile Row, à Londres.